# Mediación mercantil
Mediación Civil y Mercantil es una vía de resolución de conflictos alternativa al proceso judicial, que cuenta con la ayuda de una tercera persona imparcial, el mediador, que facilita la resolución por las propias partes.

## Situación por país

### España
Hasta la aprobación del Real Decreto-ley 5/2012 del 6 de marzo, no existía una ordenación general de la mediación en materia civil y mercantil. Es en julio de este mismo año cuando se redacta la Ley, que deroga el referido Real Decreto-Ley, incorporando al Derecho español la Directiva 2008/52/CE del Parlamento Europeo y del Consejo, de 21 de mayo de 2008 , sobre ciertos aspectos de la mediación en asuntos civiles y mercantiles. El plazo para la transposición en ley nacional terminó el 21 de mayo de 2011, por lo que la redacción de la nueva Ley en Asuntos Civiles y Mercantiles se ha hecho esperar, pero sin duda ha merecido la pena ya que no solo establece normas mínimas para fomentar la mediación sino que, establece un régimen general aplicable a todo tipo de mediación en el ámbito civil y mercantil con la posibilidad de tener efecto jurídico vinculante para el acuerdo obtenido.

## Características de la mediación
La mayoría de las características las aporta la naturaleza misma del procedimiento.
- La voluntariedad restablece el vínculo de comunicación, confianza, respeto y credibilidad. Las partes se someten deliberadamente al proceso, por lo que el acercamiento ya se ha iniciado al comenzar la mediación. Los acuerdos que se logran tienen efecto durante más tiempo, puesto que las partes reconocen en él su participación y responsabilidad en la solución adoptada. Por tanto, los resultados se mantienen porque parten de la propia voluntad de las partes.
- La flexibilidad es una característica que propicia que el propio procedimiento se adapte a cada conflicto, adecuándose de tal manera que fomente su resolución en todos los sentidos: tiempo, espacio y forma.
- Actualmente la prolongación de los procesos judiciales está llevando al punto de la muerte de algunas pequeñas empresas que no pueden soportar la duración, y se quedan en el camino. Es por ello que se hace necesario un procedimiento rápido en el que las partes conserven el control sobre el final del conflicto y que evite el gran desgaste emotivo.
- Esta disminución del tiempo empleado, así como el uso de un solo profesional, el mediador, tiene consecuencias inmediatas sobre los costes económicos, que es soportado por las dos partes por igual.
- Otro aspecto muy importante a tener en cuenta en la mediación es la confidencialidad. La información es poder, y el hecho de que tanto el procedimiento como la documentación aportada sean confidenciales rompe muchos muros impuestos por las propias partes para llegar a la resolución del conflicto.

## Desarrollo del proceso de mediación
Se estructura en diferentes fases: 
- Solicitud de inicio: Puede llevarse a cabo bien por las dos partes de común acuerdo, bien por una de las partes en cumplimiento de un pacto de sometimiento a mediación existente entre las partes. La solicitud se formula a una Institución de Mediación o al mediador propuesto por una de las partes a las demás, o ya designado por ellas.
- Sesiones Informativas: El mediador informará a las partes acerca de las características de la mediación y su propia idoneidad en el proceso.
- Sesión constitutiva: las partes expresan su deseo de desarrollar la mediación, o la mediación se declara intentada sin efecto. A partir de aquí se desarrollarán diferentes sesiones; el número y el contenido dependerán de la complejidad y las características propias de cada conflicto.
- Finalización: el procedimiento puede concluir alcanzando un acuerdo o determinando la causa de culminación de la misma.

No obstante, cabe reseñar dos anotaciones al respecto:
- La mediación constituye un procedimiento lleno de creatividad, peculiaridades y ritmos propios, en el que cada mediador puede establecer reglas o pautas procedimentales tendentes a conseguir que las partes se sientan seguras y dispuestas a compartir información y a no escatimar esfuerzos para solucionar su disputa.
- La distinción en diferentes sesiones sólo refleja la secuencialidad del procedimiento, es decir, entre unas y otras no tienen que transcurrir una temporalidad determinada